# Myrmolimosina andersoni
Myrmolimosina andersoni är en tvåvingeart som beskrevs av Marshall 2000. Myrmolimosina andersoni ingår i släktet Myrmolimosina och familjen hoppflugor. Inga underarter finns listade i Catalogue of Life.